# Ottokar von Tilly
Ottokar Alfred von Tilly (* 7. März 1823 in Berlin; † 6. November 1881 ebenda) war ein preußischer Generalleutnant und Direktor des Departements für das Invalidenwesen im Kriegsministerium.

## Leben

### Herkunft
Seine Eltern waren Friedrich von Tilly (1781–1830) und dessen Ehefrau Auguste Friederike, geborene Ulrich (1792–1825). Sein Vater war Oberstleutnant und Kommandeur des 37. Infanterie-Regiment, sowie Ritter des Eisernen Kreuzes I. Klasse.

### Militärkarriere
Tilly besuchte die Kadettenhäuser in Potsdam und Berlin. Am 9. August 1840 trat er als Sekondeleutnant in das 24. Infanterie-Regiment der Preußischen Armee ein. Während der Märzrevolution nahm er am 17. Mai 1849 an der Bekämpfung der Unruhen in Iserlohn teil und verteidigte am 14. Juni 1849 das Berliner Zeughaus. Während der Niederschlagung der Badischen Revolution kämpfte er in den Gefechten bei Homburg, Runnthal, Cronau, Malsch, Muggensturm, Kuppenheim und Iffezheim.
Am 20. Juni 1852 wurde Tilly zum Regimentsadjutant ernannt und am 11. Januar 1853 zum Premierleutnant befördert. Am 1. April 1853 folgte seine Kommandierung als Adjutant der 6. Division. In dieser Stellung avancierte er Mitte April 1858 zum Hauptmann, wurde kurz darauf von seinem Kommando entbunden und am 20. Oktober 1858 als Adjutant zum Generalkommando des III. Armee-Korps versetzt. Am 18. Februar 1863 kam er unter Belassung in seiner Stellung mit Patent vom 10. März 1855 in das 50. Infanterie-Regiment. Am 17. März 1863 wurde Tilly zum Major befördert und am 15. Dezember 1863 als Adjutant zum Generalkommando des I. kombinierten Armeekorps kommandiert. Als solcher kämpfte er während des Krieges gegen Dänemark 1864 Eckernförde, Missunde, Büffelkoppel und Rackbüll. Er nahm am Sturm auf die Düppeler Schanzen sowie am Übergang nach Alsen teil. Am 10. März 1864 wurde er für sein tapferes Verhalten belobigt und am 22. April 1864 mit dem Kronen-Orden III. Klasse mit Schwertern ausgezeichnet.
Am 13. August 1864 wurde er Bataillonskommandeur im 3. Posenschen Infanterie-Regiment Nr. 58 und erhielt am 14. August 1864 den Roten Adlerorden IV. Klasse mit Schwertern. Am 1. April 1865 wurde er zur Dienstleistung in das Militärkabinett kommandiert. Während des Krieges gegen Österreich kämpfte Tilly 1866 in der Schlacht bei Königgrätz und erhielt dafür am 20. September 1866 das Ritterkreuz des Königlichen Hausordens von Hohenzollern mit Schwertern. Er wurde am 29. Oktober 1866 zum Oberstleutnant befördert, am 29. Januar 1867 mit dem Rang eines Abteilungschefs in das Kriegsministerium versetzt sowie Ende April 1867 zum Abteilungschef ernannt. Tilly stieg am 3. Juli 1868 zum Oberst auf.
Während des Deutsch-Französischen Krieges kämpfte er bei Gravelotte und Sedan sowie der Belagerung von Paris. Ausgezeichnet mit beiden Klassen des Eisernen Kreuzes erfolgte nach dem Friedensschluss am 29. November 1871 seine Ernennung zum Chef der Abteilung für Invalidenwesen im Kriegsministerium mit dem Rang eines Brigadekommandeurs. Dort wurde er am 22. März 1873 zum Generalmajor befördert. Am 10. Juli 1873 wurde er mit der Wahrnehmung der Geschäfte als Direktor des Departements für das Invalidenwesen beauftragt und am 2. Januar 1875 zum Direktor ernannt. Am 11. Juni 1879 erhielt er die Beförderung zum Generalleutnant und anlässlich des Ordensfestes im Januar 1880 den Stern zum Roten Adlerorden II. Klasse mit Eichenlaub und Schwertern am Ringe. Er starb am 6. November 1881 in Berlin und wurde vier Tages später auf dem Berliner Invalidenfriedhof beigesetzt. Das Grabmal ist nicht erhalten.

### Familie
Tilly heiratete am 18. Juni 1857 in Berlin Anna Cäcilie von Ehrhardt (1836–1919), eine Tochter des Generalmajors Friedrich von Ehrhardt. Die Ehe blieb kinderlos.